# 三重県道552号伊勢若松停車場線
三重県道552号伊勢若松停車場線（みえけんどう552ごう いせわかまつていしゃじょうせん）は、三重県鈴鹿市を通る一般県道である。

## 概要
鈴鹿市若松西3丁目から鈴鹿市若松北2丁目に至る。
鈴鹿市若松地区を走る県道で、概ね対面通行の道路である。

### 路線データ
- 起点：鈴鹿市若松西3丁目（近鉄鈴鹿線・近鉄名古屋線 伊勢若松駅、三重県道553号伊勢若松停車場神戸地子線起点）
- 終点：鈴鹿市若松北2丁目（北若松交差点、三重県道6号四日市楠鈴鹿線交点）
- 総延長：434 m

## 地理

### 通過する自治体
- 鈴鹿市

### 交差する道路
| 交差する道路                          | 交差する場所 | 交差する場所        |
| ------------------------------------- | ------------ | ------------------- |
| 三重県道553号伊勢若松停車場神戸地子線 | 若松西3丁目  | 起点                |
| 三重県道6号四日市楠鈴鹿線             | 若松北2丁目  | 北若松交差点 / 終点 |

### 交差する鉄道
- 近鉄鈴鹿線
- 近鉄名古屋線

### 沿線
- 近鉄鈴鹿線・近鉄名古屋線 伊勢若松駅
- 鈴鹿警察署 若松警察官駐在所